# زاگروتی
دژ زاگروتی (Zakrûti) یا مادهای نیرومند، چنین حدس زده می‌شود که ناحیهٔ دیاکو به مرکزیت دژ زاگروتی بوده است که لشکرکشی تیگلات-پیلسر سوم در سال - ۷۴۴ پ. م. - به آنجا خاتمه یافت. اصطلاح زاگروتی به ظاهر لغت اکدی است. شاید لازم باشد که این کلمه را با زیکرتوی منقول در سالنامه‌های سارگون دوم مربوط بدانیم. ناحیهٔ زیکرتو در آن زمان با ناحیهٔ دیاکو همسایه بوده.

## دولت دیاکو
دولت کوچک دیاکو هستهٔ پادشاهی آتی ماد در سال - ۷۴۴ پ. م. -  محتملا وجود داشته ولی در متون تیگلات-پیلسر سوم ذکری از آن نرفته است! متأسفانه مدارک کافی برای ادای پاسخ صریح به این پرسش در دست نیست. چنانکه ادعا شده دیاکو حاکمی بود منصوب از طرف ماننا و تیگلات-پیلسر سوم و لشکریان وی مراقب بودند که با ماننا مدارا کنند. بدین سبب شاید اصلاً به ناحیهٔ دیاکو وارد نشده باشند. ثانیاً نام خاص ناحیهٔ دیاکو را نمی‌دانیم و شاید بدین سبب نتوانیم آن را مشخص سازیم و سرانجام، نباید از یاد برد که بر روی هم دوران حکومت دیاکو فقط پس از مرگ تیگلات-پیلسر سوم که در سال - ۷۲۷ پ. م. - بود، آغاز شده باشد.

### پایخت دیاکو
اگر سرزمین دیاکو در شمال کوه‌های گیزیل بوندا و در بخش جنوبی جلگهٔ ماننا قرار داشته، پس دولت ماد نیز در همانجا پدید آمده و رونق گرفته و  سلالهٔ دیوکیان در همان خطّه حکومت می‌کرده‌اند. ولی می‌دانیم که پاشاهی  ماد در این سرزمین تشکیل نشد در اکباتان تشکیل شد. از دیگر سو مسلّم است که در دوران لشکرکشی‌های تیگلت‌پیلسر سوم قدرت ماننا، از سمت جنوب، آنسوتر از گیزیل بوندا بسط نیافت. ولی هیچ دلیلی در دست نیست که بگوییم دیاکو هم در عهد تیگلت‌پیلسرسوم از طرف ماننا به حکومت منصوب شد.
متن سارگون دوم دیاکو را حاکم منصوب از طرف ماننا می‌خواند. اما بعد یعنی در فاصلهٔ سال‌های - ۷۳۷ تا ۷۱۹ پ. م. - ممکن است قدرت ماننا آنسوتر به طرف جنوب گسترش یافته بوده و در همان دوره دیاکو خویشتن را تحت حمایت ماننا قرار داده باشد و چون در دورهٔ بعد اکباتانا همدان کنونی تختگاه پادشاهان ماد گشت، محتمل است که سرزمین دیاکو را باید در مسیر قزل اوزن میان میانه و ناحیهٔ شمالی همدان جستجو کرد.
شاید قلمرو دیاکو بعدها در اوضاع و احوال مساعد - بعد از مرگ تیگلات-پیلسر سوم - تا خود همدان بسط یافته باشد یا بر عکس از ناحیهٔ همدان به زاگروتی بسط یافته باشد. ولی مورد ثانی مستلزم آن بوده‌است که تیگلات-پیلسر از ناحیهٔ دیاکو یا خطّه‌ای که بعدها جزو ناحیهٔ دیاکو شد عبور کرده باشد، و این امر به هر تقدیر هنگام لشکرکشی سال - ۷۳۷ - تیگلات-پیلسر سوم صورت گرفته باشد. ممکن است که شاه آشور در لشکرکشی مزبور از بخش اصلی درهٔ قزل اوزن احتراز کرده و آشوریان از طریق قسمت علیای رود مزبور با یک حرکت دَوَرانی به سوی سیبار رفته باشند.